# نیوول برندس
نیوول برندس (انگلیسی: Newell Brands) شرکت هلدینگ آمریکایی است، که در سال ۱۹۰۳ تأسیس شد.